# Ardisia macrocarpa
Ardisia macrocarpa är en viveväxtart som beskrevs av Nathaniel Wallich. Ardisia macrocarpa ingår i släktet Ardisia och familjen viveväxter. Inga underarter finns listade i Catalogue of Life.